# 塞拉峰
46°21′45″N 9°52′05″E / 46.36250°N 9.86806°E
塞拉峰（義大利語：Piz Sella），是中歐的山峰，位於意大利和瑞士接壤的邊境，屬於貝爾尼納山脈的一部分，該山峰海拔高度3,506米，每年平均降雨量1,693毫米。